# St. Peter Stiftskulinarium

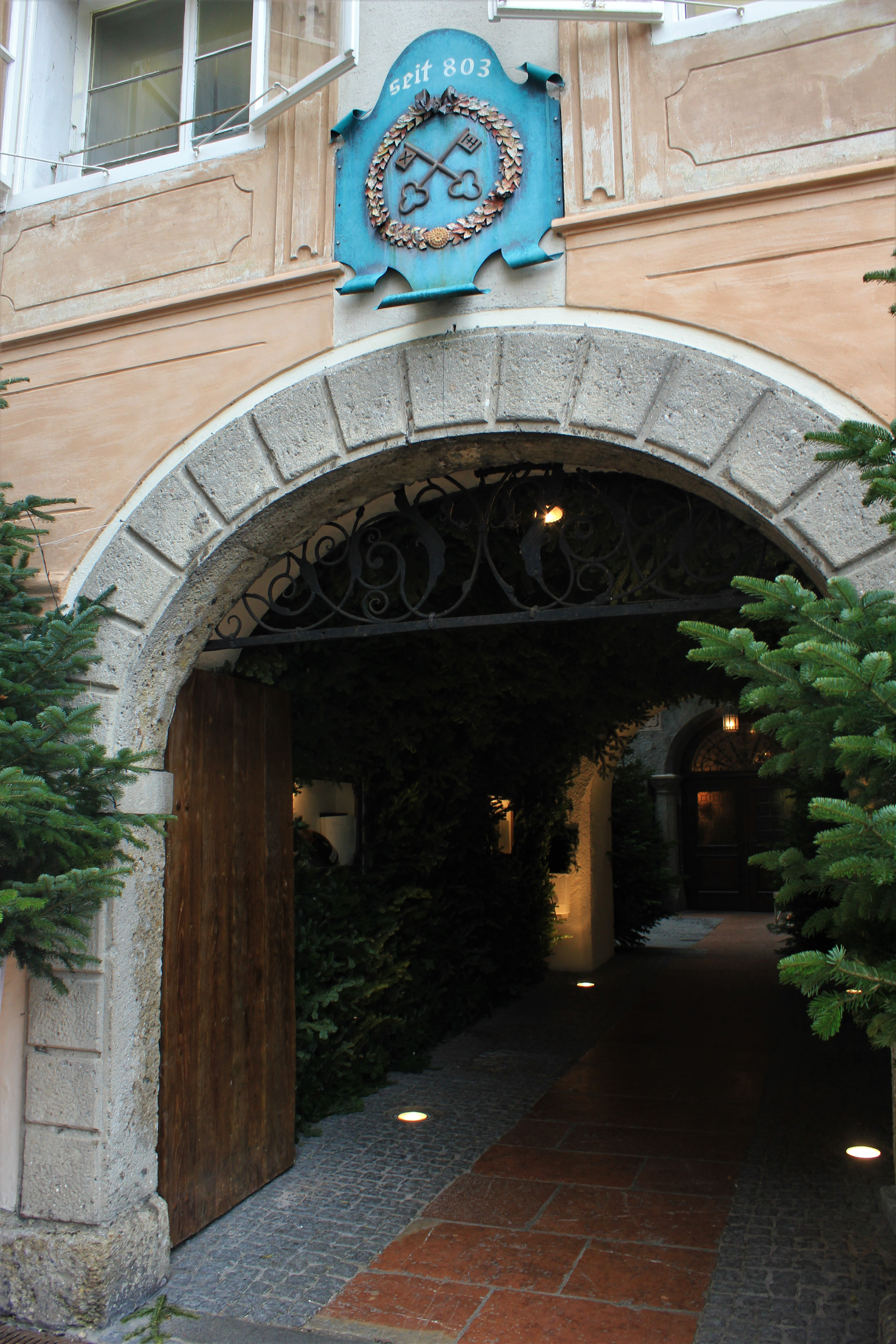
A St. Peter Stiftskeller bejárata

A Sankt Peter Stiftskulinarium, teljes nevén 2017 óta Haslauer GmbH & Co KG St. Peter Stiftskulinarium, előtte pedig St. Peter Stiftskeller egy étterem a salzburgi Szent Péter apátság falain belül. 
Európa legrégebbi éttermének tartják, hivatkozva yorki Alcuin angol tudós 803-ban keletkezett Carmina antológiájára, melyben állítások szerint említi a helyet ahol Charlemagne-t és Arno salzburgi érseket látták vendégül. Az  állítólagosan az apátság sörét és pincéit dicsérő költemény azonban konkrétan sem sört sem pedig pontos helyet nem említ.
A bencések egykori vendégházát a 14. századi Salzburgi Szerzetes (Mönch von Salzburg) is említi.
Ezekre és más forrásokra alapozva a Stiftskulinarium vélhetően a világ legrégebben alapított és ma is működő vendéglője, és szinte biztosan a legrégebb Európán belül. Kolumbusz Kristóf, Johann Georg Faust és Mozart is járt az étteremben. Emellett ez Európa legrégebben létező cége is.
Az étterem tizenegy tematikus helyiségre oszlik (Barokk hall, Haydn terem, Sziklaterem, Virgil-terem, Refugium, Wolfgang-terem, Richard-terem, Polgár–főpap terem, Petrus-terem, Ruperti-terem és nyáron a Szt. Péter terasz). A belső kertet és az árkádokat is beleértve összesen 850 vendég fogadására képes. A menü különlegesebb ételek mellett helyi specialitásokat is tartalmaz, mint amilyen a Tafelspitz és a Salzburgi Nudli (Salzburger Nockerln, jellegzetes helyi, melegen tálalt édessütemény).
Évszaktól függően a menüt halak és vadfogások dominálják de nemzetközi, mediterrán ételeket illetve vegán, vegetariánus és allergia-érzékenyeknek szóló ételeket is felszolgálnak.
A Szalzburgi koncerttársulattal (Salzburger Konzertgesellschaft) közösen hetente többször is helyet adnak a Mozart Dinner Concertnek, melynek során a háromfogásos menüt korabeli ruhákban és hangszerekkel, Mozart korának zenéivel kísérik. Az ételek az eredeti 17. és 18. századi receptek alapján készülnek.

## Külső hivatkozások
- Restaurant website
- Carmen CXI, the cited poem[halott link]